# 望月豊
望月 豊（もちづき ゆたか、1974年12月13日 - ）は、NHKのアナウンサー。

## 人物
静岡県立韮山高等学校、上智大学卒業後、1998年入局。

## 嗜好・挿話
- 7箇所の赴任先の内のべ4箇所が中部地方。
- 潜水取材班に属し、不定期で潜水取材を行っている[3]。
- 2016年に気象予報士の資格を取得[4]。
- 数々の番組のナレーションを担当してきた槇大輔のような上品で深みのある声質が特徴で、ニュースのほかナレーションや朗読にも定評がある[要出典]。

## 現在の出演番組
- 千葉局アナウンスグループ統括
- FMラジオニュース（不定期）
- 花ラジちば（キャスター、編集責任者）

## 過去の出演番組
富山放送局時代
- 富山県のニュース・中継・リポート
- ニュースとやま845（不定期）
- ニュースとやま645（不定期）
- おはよう富山（不定期）

津放送局時代（1度目）
- 生活ほっとモーニング（2007年3月15日）
- 産地発!たべもの一直線（2007年6月19日・20日、リポーター）
- お元気ですか日本列島（北海道で潜水取材）
- ほっとイブニングみえ（キャスター：月曜 - 木曜）
- 地上デジタル放送開始特番（2005年4月1日、同日にデジタル放送を開始した三重テレビ放送との共同制作・NHK名古屋/岐阜でも放送）

大阪放送局時代
- チャレンジ!ホビー『壁に挑め! ボルダリング入門』（2011年11月7日 - 2011年12月26日）
- 関西ラジオワイド（パーソナリティ）
- 関西845（不定期）
- 関西のニュース

ラジオセンター時代
- DJ日本史 DJもっちー（2014年3月31日 - 6月23日）
- 各種ラジオ番組におけるディレクター業務

岐阜放送局時代
- ほっとイブニングぎふ（キャスター、2017年度）
- まるっと!ぎふ（隔週・キャスター、2018年4月 - 2020年8月）

静岡放送局時代
- 静岡県のニュース・中継・リポート
- おはよう静岡（不定期・主に月 - 火曜）
- NHKニュース たっぷり静岡（不定期・キャスター代行）
- ニュースしずおか845（不定期）
- ニュースしずおか645（不定期）
- さわやか自然百景「伊豆半島 富戸の海」（語り：2022年7月24日）[5]

津放送局時代（2度目）
- まるっと!みえ（キャスター：2024年9月2日 - 2025年7月25日）（小川浩司と隔週で担当）
- 三重のニュース・中継・リポート
- マイあさ!ニュースリーダー（ラジオ第1、2024年10月15日 - 18日、※関根太朗の代行で10時30分・11時のニュースも担当した）
- 東海・北陸のニュース（2025年1月2日、名古屋放送局への応援要員）
- おはよう静岡（2025年3月27日 - 28日、キャスター代行）